# Rakisvaara

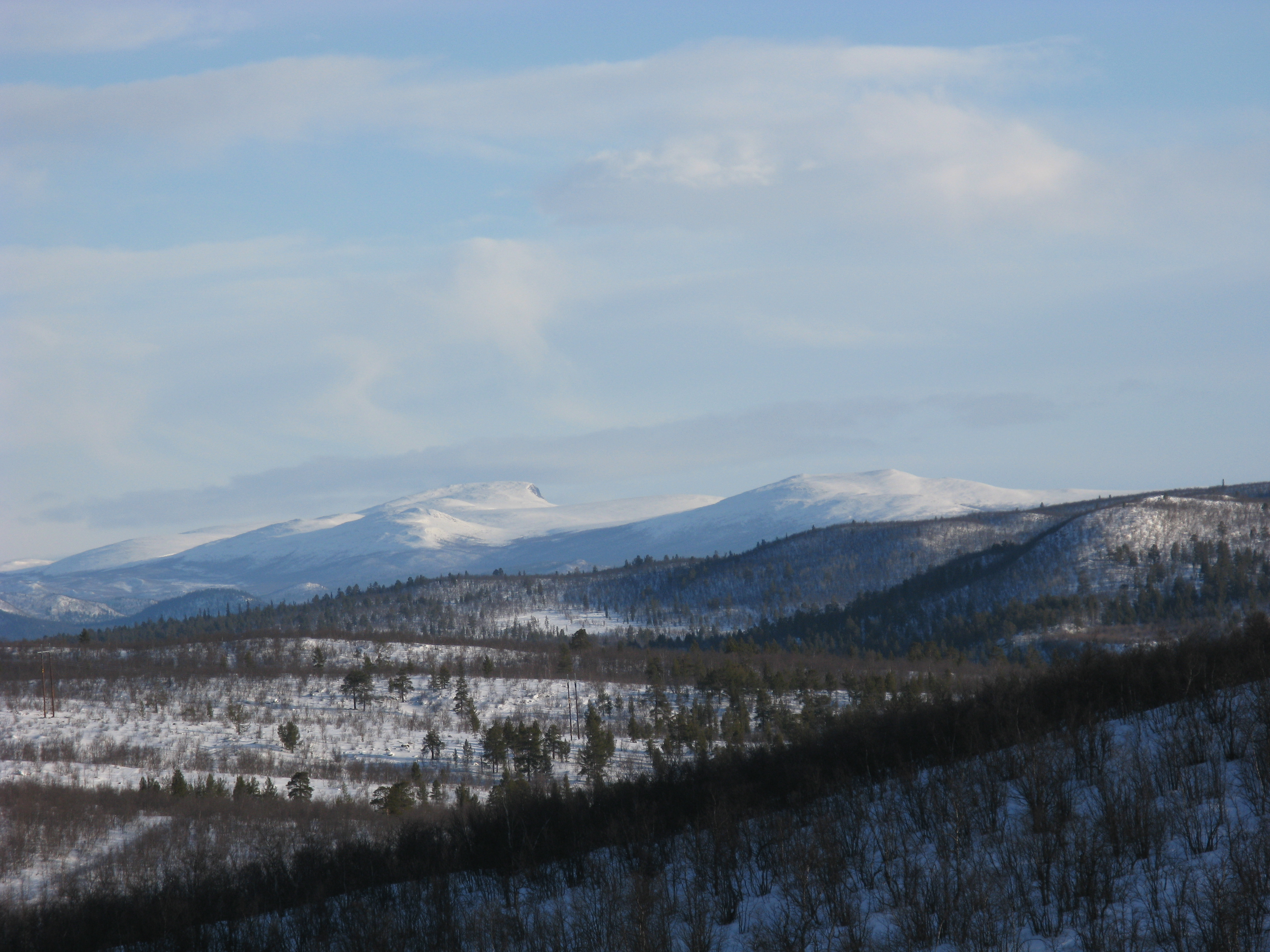
Rakisvaara från Kiruna

Rakisvaara (Ragisvarri) är ett fjällmassiv norr om Kiruna i Norrbottens län med en topp på 980 meter över havet. 
Under en period fanns en gruva på berget, där kopparmalm bröts och smältes i hyttan vid Vuolusjoki i Kurravaara av malmletaren Nils Petter Abrahamsson Fougt (1723–1793), som var verksam i trakten från 1749 och några år framåt.